# Corona di Napoleone III

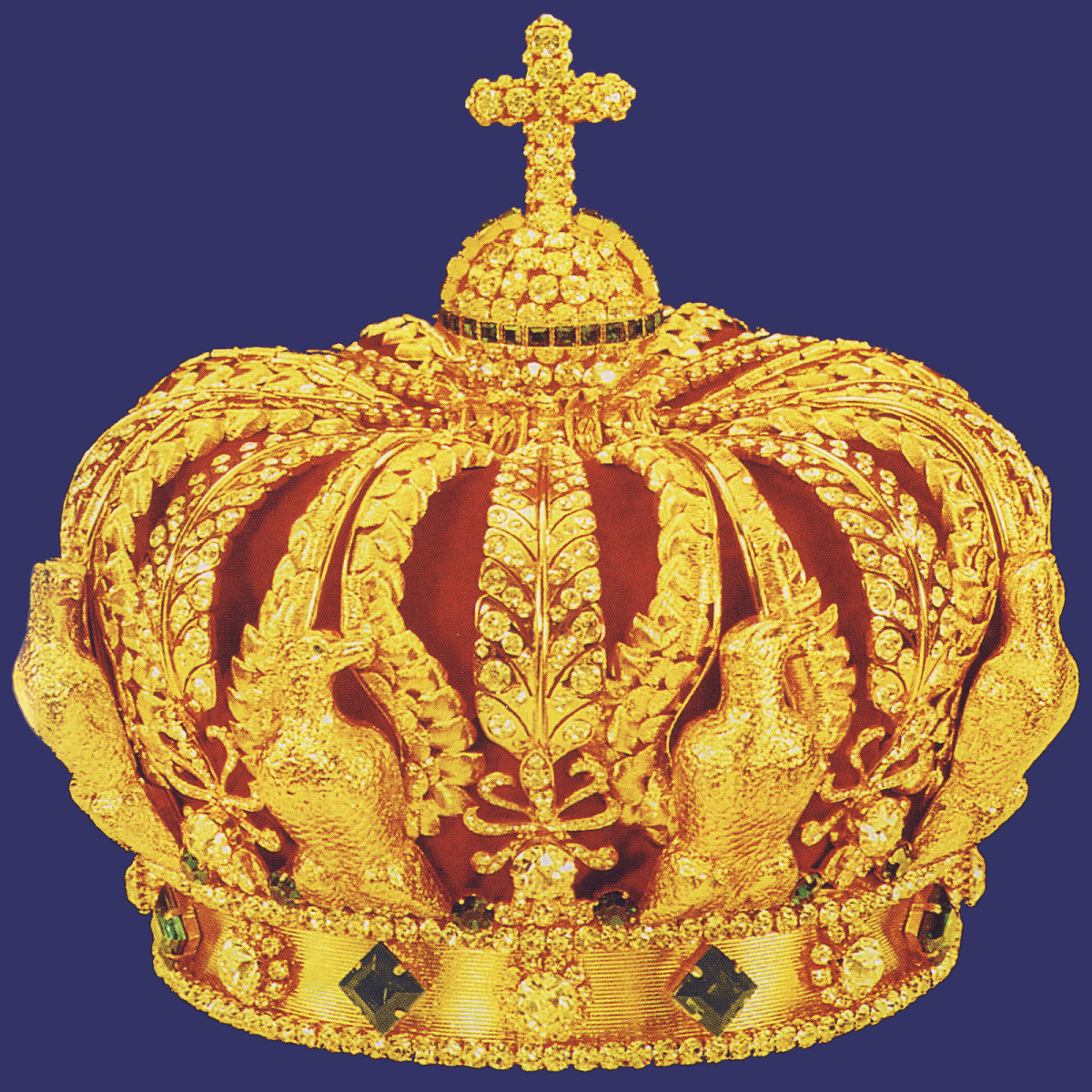
Replica della corona di Napoleone III.

La corona di Napoleone III (in francese: Couronne de Napoléon III) era una corona realizzata per Napoleone III, imperatore dei francesi. Sebbene non avesse avuto una cerimonia di incoronazione, gli fu realizzata una corona in occasione dell'Esposizione universale del 1855 a Parigi. La corona d'oro aveva archi a forma di aquila e altri a forma di palmette, incastonati con diamanti e sormontati da un monde.
Nello stesso periodo, fu realizzata una corona consorte per la sua imperatrice consorte, Eugenia de Montijo, nota come corona dell'imperatrice Eugenia. Dopo che Napoleone III fu catturato dai prussiani nella battaglia di Sedan nel 1870, in seguito alla guerra franco-prussiana, lui e sua moglie vissero in esilio a Chislehurst in Inghilterra, dove morì nel 1873.
La corona di Napoleone III venne smantellata nel 1887 dal governo della Terza Repubblica francese.

## Galleria d'immagini

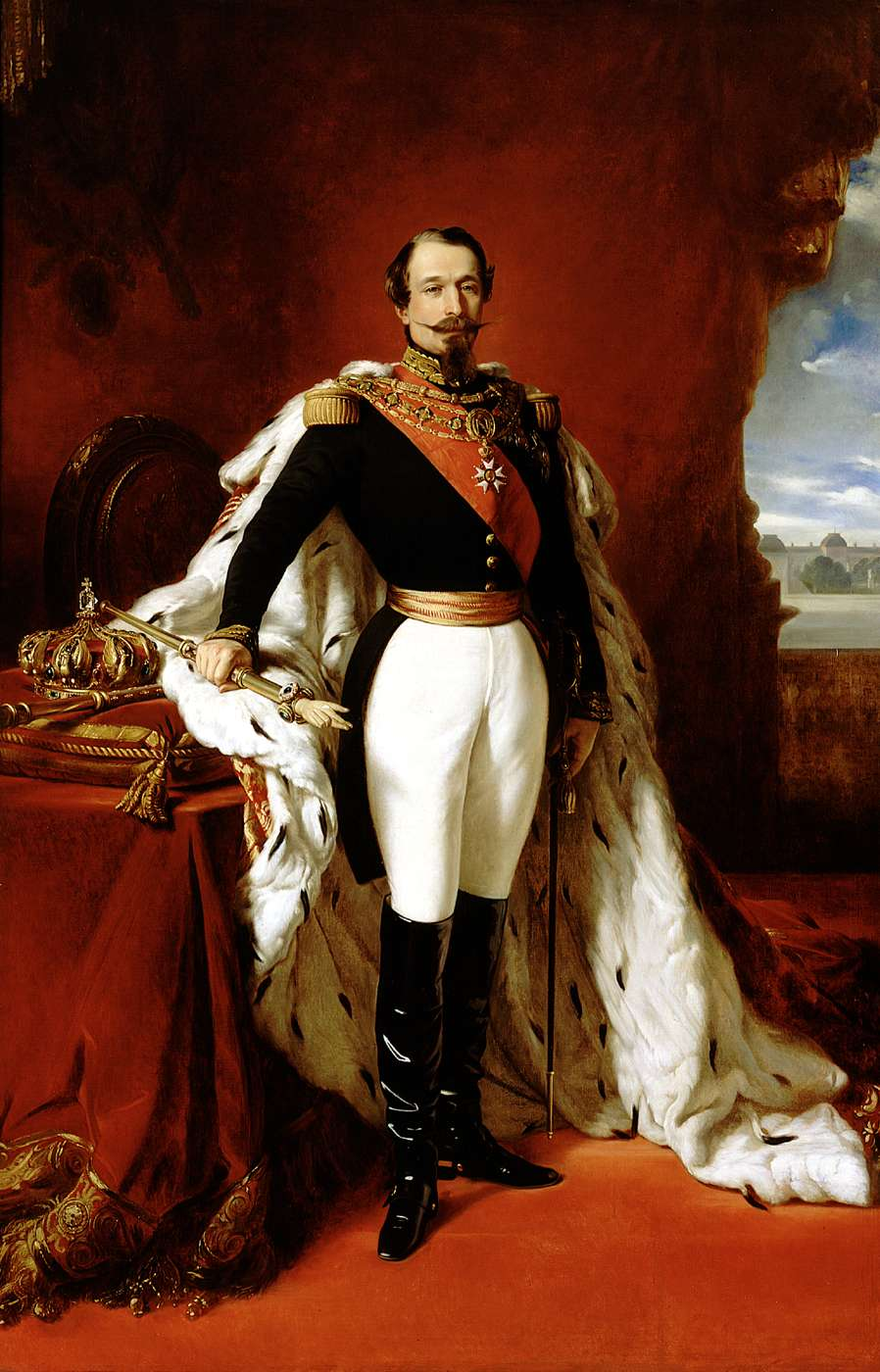
Ritratto di Napoleone III in abiti da incoronazione, con la corona a sinistra.
Stemma del Secondo Impero francese, con la corona in cima.